# Пшеница 'Башкирская 26'
Пшеница 'Башкирская 26'   — сорт яровой пшеницы.

## Происхождение
Сорт получен путём индивидуального отбора из гибридной популяции от скрещивания сортов 'Жница' и 'Казахстанская 10'.
Включен в Государственный реестр селекционных достижений с 2004 года с допуском использования в лесостепной, горно-лесной зонах Республики Башкортостан.

## Характеристика сорта
Сорт среднеранний. Устойчив к полеганию,  к осыпанию зерна при простое, прорастанию зерна на корню и в валках.  Вегетационный период составляет 74—95 дней.
Куст растения прямостоячий. Соломина с сильным восковым налетом на верхнем междоузлии. Флаговый лист имеет сильный восковой налет на влагалище и листовой пластинке. Колос веретеновидный, средней плотности.
Засухоустойчивость средняя.
Восприимчивость к листовым болезням средняя, к твердой головне - слабая, к пыльной головне - ниже средней. В последние годы поражался стеблевой ржавчиной.
Стекловидность зерна - 60 - 70%, натура зерна - 740-790 г/л. Содержание клейковины в зерне - от 22 до 38%. Хлебопекарные качества вполне удовлетворительные и хорошие. За 3 года (2006-2008 гг.) средняя урожайность сорта по ГСУ Башкортостана составила 28,0 ц/га при урожайности сортов 'Ирень' - 24,5 ц/га, 'Жница' -25,1 ц/га, 'Казахстанская 10' - 26,0 ц/га, 'Воронежская 12' - 26,7 ц/га, максимальный урожай (49,0 ц/га) получен в 2006 году на Абзелиловском ГСУ.
Максимальная урожайность -  64,0 ц/га (Слободской ГСУ Кировской области, 2002 год).
В 2008 году с 1722 га занятых земель сортом 'Башкирская 26' в Кармаскалинском районе РБ было собрано по 31 ц/га, а в КФХ «Байраз» - с 22 га по 40 ц/га, в ООО «Надежда» каждый из 1600 га дал в среднем по 31,7 ц/га.